# Phare de Brandywine Shoal
Pour les articles homonymes, voir Brandywine.

L'actuel phare de Brandywine Shoal (en anglais : Brandywine Shoal Light), est un phare offshore de type à caisson situé sur le côté nord du chenal de la Baie de la Delaware, à l'ouest de Cape May, dans le comté de Cape May, New Jersey.  
Il est inscrit au Registre national des lieux historiques depuis le 8 janvier 2007 sous le n° 06000943 .

## Historique
Un bateau-phare fut d'abord stationné près du haut-fond à partir de 1823. Ce navire, connu sous le nom de Lightship "N", a fonctionné jusqu'en 1859, malgré un rapport d'inspection de 1838 le caractérisant comme étant en mauvais état. Il est resté à cette station jusqu'en 1850, avec une interruption. En 1827, la première tentative a été faite pour placer une lumière fixe sur le haut-fond. Cette première structure en pieux de bois a duré à peine un an avant que de fortes mers ne la détruisent. Un projet avorté, commencé en 1835, pour concevoir une lumière sur une jetée en pierre sur le site a été annulé lorsque le coût s'est avéré prohibitif.
La construction du phare de Maplin Sands (en) en 1838 a attiré l'attention des concepteurs de phares américains, qui ont vu la technologie de pieux vissés qu'elle a introduite comme un moyen à la fois d'économie de construction et de simplification de la mise en place de fondations dans des fonds mous. Le major Hartman Bache, qui avait conçu le plan de la jetée en pierre annulée, a été chargé d'essayer la nouvelle technique, et aidé par le lieutenant George Meade, a d'abord construit une structure en fer conique reposant sur neuf piles. Cette structure a été allumée pour la première fois en 1850. Il est devenu évident qu'elle n'était pas suffisante pour résister à la glace en mouvement, et d'autres piles ont été coulées dans une sorte de clôture autour de la lumière. Au cours des huit années suivantes, soixante-huit autres piles ont été placées autour de la lumière et une plate-forme en bois a été posée en travers. Le phare proprement dit s'élevait au centre de la plate-forme comme une courte tour.
Cette lumière a été équipée d'une lentille de Fresnel de troisième ordre en 1851. Celle-ci a été utilisée comme test par l'United States Lighthouse Board, alors naissant, pour laquelle elle était comparée à celles du phare  du cap Henlopen et du phare de Cape May, toutes deux équipées des systèmes de réflecteur typiques des lumières américaines du jour. La plus grande luminosité de la balise de Brandywine Shoal, même si elle était beaucoup plus éloignée du point de test que les deux autres, fut positive, et le conseil d'administration a rapidement installé des lentilles de Fresnel dans tous les phares après 1852.
La lumière a survécu au siècle suivant, mais ses installations exiguës et les préoccupations concernant la corrosion des pieux ont amené le Lighthouse Board à obtenir un crédit pour construire un phare à caisson sur le site. Cette lumière, achevée en 1914, comportait une superstructure en béton armé sur un caisson en fonte et en béton reposant sur des pieux en bois et en béton préfabriqué. La superstructure de l'ancienne lumière a été supprimée, mais la plate-forme est restée dans les années 1950, utilisée par l'United States Navy à diverses fins. À l'appui de cela, un petit port artificiel a été construit en utilisant un cercle partiel d'enrochement toujours en place, bien que les dernières traces de la vieille lumière aient depuis été supprimées.
La lentille de Fresnel a été déplacée de l'ancienne lumière vers la nouvelle lorsque cette dernière a été achevée, et a depuis été transférée au musée maritime de Tuckerton Seaport (en), où elle est exposée au public. La lumière a été automatisée en 1974, date à laquelle ce phare fut la dernière station habitée sur la baie du Delaware. Il continue de servir d’ aide active à la navigation.
En juin 2011, l'Administration des services généraux a mis gratuitement le Brandywine Shoal à la disposition des organismes publics désireux d'en assurer la préservation .

## Description
Le phare actuel est une tour cylindrique en fonte avec galerie et lanterne de 14 m de haut, posée sur un caisson en fonte et béton. Le phare et le caisson sont peints en blanc et la lanterne est rouge.
Il émet, à une hauteur focale de 18 m, un éclat blanc d'une seconde par période de 10 secondes. Sa portée est de 13 milles nautiques (environ 24 km). Il possède aussi un feu à secteurs rouges couvrant les hauts-fonds voisins avec une portée de 7 milles nautiques (environ 13 km). Il est équipé d'une corne de brume émettant deux souffles toutes les 15 secondes.

## Caractéristiques dufeu maritime
Fréquence : 10 secondes (W)
- Lumière : 1 seconde
- Obscurité : 9 secondes

Identifiant : ARLHS : USA-076 ; USCG : 2-1555; Admiralty : J1264.

### Lien connexe
- Liste des phares du New Jersey